# Vườn ươm Wojsławice

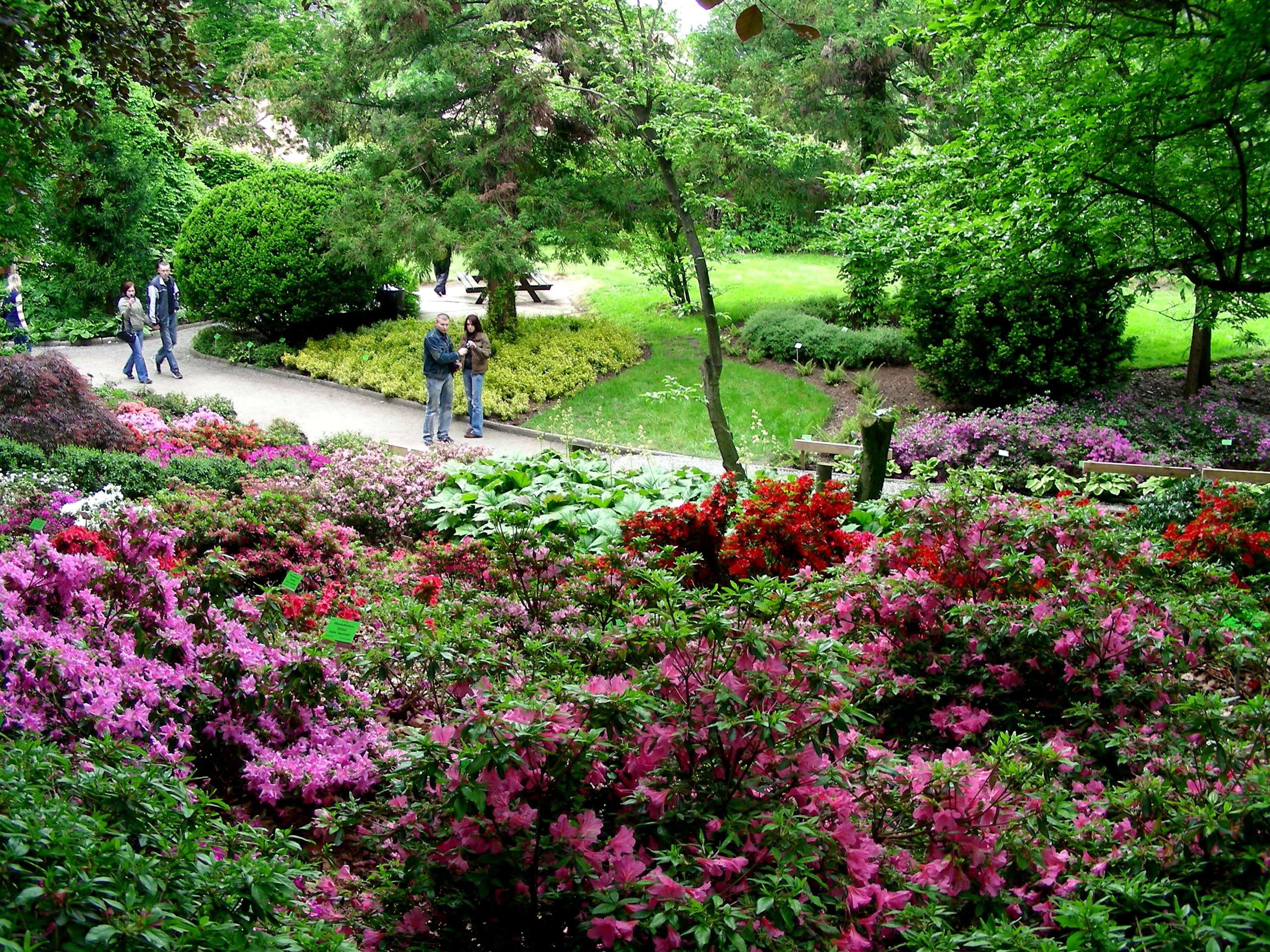
Vườn ươm Wojsławice

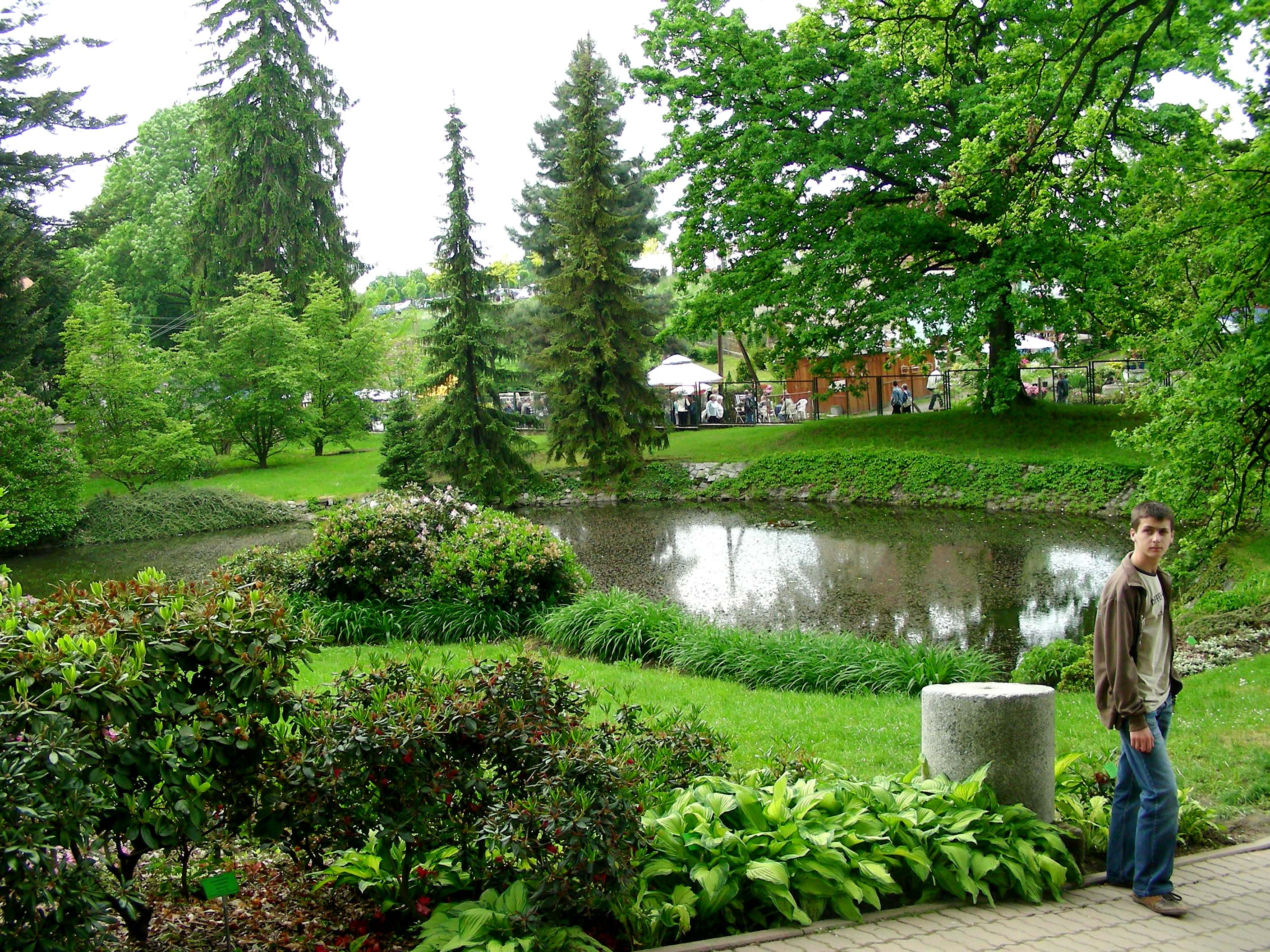
Một cái ao trong vườn ươm

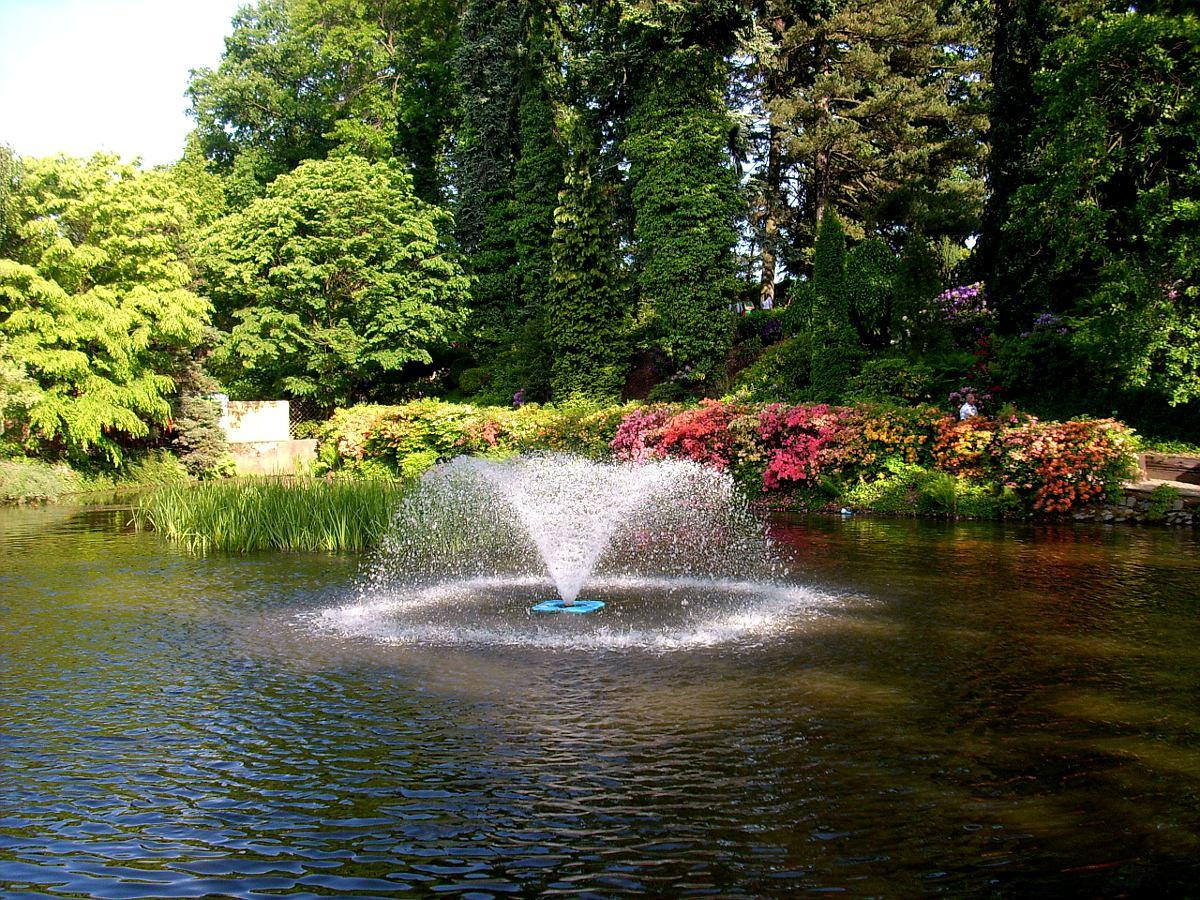
Một đài phun nước trong vươn ươm

Vườn ươm Wojsławice là một vườn thực vật, có vị trí tại Wojsławice, Hạt Dzierżoniów, Lower Silesian Voivodeship, ở phía tây nam Ba Lan. Tổng cộng diện tích của nó là 70 ha.
Vườn ươm bao gồm 4650 loài cây và cây bụi khác nhau bao gồm 470 loài Rhododendron khác nhau cũng như 4885 loài và giống cây lâu năm.
Vươn ươm có vị trí nằm khoảng 2 kilômét (1 mi) về phía đông Niemcza, 14 kilômét (9 mi) về phía đông của Dzierżoniów và 50 kilômét (31 mi) về phía nam của Wrocław. Nó nằm trong khu vực được bảo vệ của Niemcza-Strzelin Hills.
Các bộ sưu tập lớn của vườn ươm là các loài đỗ quyên, Chi hoa hiện và Chi Hoàng Dương đã được đăng ký dưới dạng bộ sưu tập quốc gia do Hội Botanical Ba Lan.
Vườn ươm được thành lập vào khoảng năm 1811 khi chủ sở hữu của làng Wojcławice - gia đình von Prittwitz và von Aulock bắt đầu trồng những loại cây đầu tiên có nguồn gốc từ bên ngoài châu Âu (chủ yếu là từ Bắc Mỹ). Thiết kế hiện tại của vườn ươm được tạo ra bởi Fritz von Oheimb vào năm 1880.

## Vùng lân cận
Ít hơn 20 km
- Lâu đài Gola Dzierżoniowska
- Hồ Sieniawka - Bãi biển, bơi lội, bóng chuyền bãi biển
- Thị trấn thời trung cổ của Niemcza
- Cưỡi ngựa tại Bielawa
- Aquapark Bảo Bình của Bielawa [1]
- Tu viện Xitô tại Henryków